# Lothlórien
Lothlórien är i Sagan om ringen ett av alvernas länder, och kallas ibland enbart för Lórien. Människorna i Rohirrim, dess grannar kallade det Dwimordene, vilket kan översättas med magiska skogen. Skogen fick sitt första namn av Silvanalverna: Laurelindórenan ("Landet i dalen av det sjungande guldet") och Lórinand ("Gyllene dalen"). Det blev senare omdöpt till Lothlórien ("Lórien av blomningen") till minne av det Lórien som Noldor lämnade. Ofta förkortades namnet till Lórien ("Landet av guld", i detta fanns även betydelsen av dröm). Galadriels magi, som det senare avslöjades berodde helt på ringens kraft, berikade landet och gjorde det till en magisk plats där inget ont kunde inträda. Det enda sättet som landet kunde ha erövrats av Saurons arméer var om han kom i egen hög person. Mot honom fanns det inget alverna kunde göra.
Egentligen fanns det två Lórien, bägge framförallt exceptionellt vackra. Ett är Valan Irmos trädgård i Valinor (Irmo kallades ibland för Lórien). Den andra är skogen i Midgård som först befolkades av Nandoralver men senare berikades av Noldor och Sindar.
Lothlórien låg öster om Moria, mellan Dimmiga bergen och floden Anduin. Riket bestod endast av en liten skogsremsa mellan floderna Anduin och Silverfåran.
Här bodde alverna under ledning av Galadriel och hennes man Celeborn. Lórien var det enda stället i Midgård där den gyllene mallorn växte vilket främst berodde på Galadriels kraft. Senare planterades ett träd i Fylke av Sam Gamgi, som hade fått ett frö som gåva av Galadriel.
Under Ringens krig blev Lothlórien anfallet tre gånger av Saurons arméer.

## Caras Galadhon
Caras Galadhon är Lothlóriens huvudstad och drottning Galadriels och kung Celeborns säte. Stadens namn betyder "trädens fästning" och byggdes inne i skogen, nära den punkt där floderna Celebrant och Anduin möts, samt nära den östra gränsen av riket. Staden grundades av Amroth och blev snabbt den mest befolkade platsen i landet och i slutet av denna ålder blev den också den viktigaste bosättningen för Galadhrim i Midgård.
Trots sin ställning i slutet av Egladil blev staden mer sårbar för angrepp från Dol Guldur, som var en fästning som byggdes av Sauron öster om Caras Galadhon, något som till slut hände under Ringens krig. Man tror att staden byggdes för att kunna hindra Sauron från att kunna ta över alvernas riken. Staden kallades också för "Ljusets och sångens stad".
Under Ringens krig fördes Ringens brödraskap genom Lóriens land till Caras Galadhon, och där mötte de Herren och damen över Galadhrim. Brödraskapet tillbringade ungefär en månad i Caras Galadhon (mellan den 17 januari år 3019 och den 16 februari samma år).
Runt tiden för staden Minas Tiriths belägring belägrades också Lórien tre gånger av Dol Guldurs styrkor.
- Första gången den 11 mars 3019, dagen innan Frodo kom till Honmonstrets lya;
- Andra gången fyra dagar senare, på samma dag som Slaget vid Pelennors fält;
- Den sista belägringen inträffade den 22 mars, tre dagar före förstörelsen av den enda ringen.

Dessa tre attacker förstörde stora delar av skogen, mest vid gränserna i norr och öster (som var mer utsatta för Dol Guldurs styrkor). Även den västra gränsen blev attackerad på grund av att Dol Guldurs styrkor fick hjälp av orcher från Moria.
Efter Saurons fall marscherade Galadriel och Celeborn till Dol Guldur och lyckades riva ner fästningen och driva bort Saurons inflytande från norra Midgård. I början av den fjärde åldern döptes den plats som tidigare var Saurons fäste om till Amon Lanc, som blev en del av Celeborns nya östra rike av Lorien.
När Ringens krig var slut och Dol Guldur uppgavs så blev huvudstaden endast en liten plats i en mycket större värld som då sträckte sig på båda sidor av floden Anduin till gränsen mot Mörkmården i öst. Detta nya rike styrdes av Celeborn efter att Galadriel rest till Valinor i slutet av den tredje åldern. Riket hette Östra Lórien efter de Galadhrim som levde där.
Efter Galadriels avfärd minskade stadens befolkning, och även Celeborn lämnade sedan staden för alltid och for till Vattnadal och sedan vidare till Valinor. Vid tiden för Aragorn Elessars död år 120 F.Å rapporterades landet Lórien att vara ett "tyst" land där inga sånger sjöngs och ingen musik förekom, och Caras Galadhon övergavs då fullständigt. Alla skogsalver som bodde där övergav staden, antingen för att flytta till Mörkmården eller till Valinor.